# Евин, Сергей Александрович
Сергей Александрович Евин (2 июля 1977) — российский футболист, нападающий.

## Биография
Воспитанник ульяновского футбола. В начале карьеры выступал в любительских соревнованиях за «Энергию» (Ульяновск). В 1995 году дебютировал на профессиональном уровне в составе ведущей команды города — «Волги» в третьей лиге. Затем снова вернулся в «Энергию», с которой в 1996 году стал серебряным призёром первенства России среди любителей и с 1997 года тоже вышел в профессиональные соревнования.
В 2000 году перешёл в димитровградскую «Ладу», в её составе за четыре сезона сыграл более 100 матчей. С 2004 года играл за клуб «Лада-Тольятти», в 2005 году стал серебряным призёром зонального турнира второго дивизиона, а в 2006 году дебютировал в матчах первого дивизиона. Затем играл за «Газовик» (Оренбург) и снова за «Ладу-Тольятти».
В ходе сезона 2007 года вернулся в ульяновскую «Волгу». В её составе стал победителем зонального турнира второго дивизиона и был признан лучшим игроком и лучшим нападающим зоны «Урал-Поволжье». Затем снова выступал в Оренбурге, а в последние годы карьеры опять играл за «Волгу». Завершил профессиональную карьеру в 2013 году.
Всего на профессиональном уровне в первенствах России сыграл 443 матча и забил 116 голов, в том числе в первом дивизионе — 29 матчей, во втором — 365 матчей и 102 гола. В Кубке России сыграл 22 матча и забил 4 гола, принимал участие в матчах 1/16 финала против клубов высшего дивизиона — «Амкара» (2005), «Крыльев Советов» (2008), «Кубани» (2012).
В середине 2010-х годов выступал на любительском уровне за клубы Ульяновска, в том числе команду «Авиастар». Становился обладателем Кубка Ульяновской области. Также играл в ветеранских соревнованиях.

## Достижения
- Победитель второго дивизиона России: 2007 (зона «Урал-Поволжье»)
- Серебряный призёр второго дивизиона России: 2005 (зона «Урал-Поволжье»)
- Лучший игрок второго дивизиона России: 2007 (зона «Урал-Поволжье»)
- Лучший нападающий второго дивизиона России: 2007 (зона «Урал-Поволжье»)
- Серебряный призёр первенства России среди любителей: 1996